# خرگوش در برلین

خرگوش در برلین (لهستانی: Królik po berlińsku) یک فیلم مستند لهستانی-آلمانی به کارگردانی بارتوش کونوپکا است که در سال ۲۰۰۹ منتشر شد.
این فیلم نامزد دریافت جایزه اسکار بهترین فیلم مستند کوتاه در هشتاد و دومین دوره جوایز اسکار بود و چند جایزه نیز در جشنواره فیلم کراکوف و جشنواره بین‌المللی مستند هات داکز کانادا به خود اختصاص داد.
این فیلم دربارهٔ دیوار برلین است، اما از مَنظر خرگوش‌های وحشی که میان دیوار حائل برلین غربی و آلمان شرقی در دوران جنگ سرد زندگی می‌کنند.